# Аллаб, Али
Али́ Алла́б (фр. Ali Hallab, араб. على حلاب‎ Али́ Халла́б; р. 4 апреля 1981) — французский боксёр-любитель, серебряный призёр чемпионата Европы среди любителей 2004 года, бронзовый призёр Чемпионата мира 2005 и Чемпионата Европы 2002 годов. Член олимпийской сборной Франции 2004 года.